# 오테를로
오테를로(Otterlo)는 네덜란드 헬데를란트주의 에더 지방자치단체에 있는 마을로, 호게 벨루베 국립공원 인근에 있다.
헬레네 크뢸러 뮐러의 이름을 딴 크뢸러 뮐러 미술관이 근처에 있으며, 크뢸러 뮐러 미술관은 세계에서 두 번째로 큰 빈센트 반 고흐 그림 컬렉션을 소장하고 있다.
오테를로는 1818년 에더와 합병되기 전까지 별도의 지자체였다.

## 역사

### 제2차 세계대전
전쟁이 일어난 지 처음 4년 동안 오테를로는 비교적 피해가 적었다. 지역 저항군은 현재에도 이발사 프로피티우스(Prophitius) 뒤편의 도르프슈트라트(dorpsstraat)에 있는 전기 기술자의 집에서 나온 비밀 전화망을 이용해 라인강 아래의 연합군과 통신했다(1944/1945). 전쟁 중에 많은 가정이 독일군으로부터 유대인들을 숨겨주었다. 그러나 한 곳이 발각되어 1944년 Hoenderlooseweg의 'De Lindenhof' 집에서 습격을 당했다.

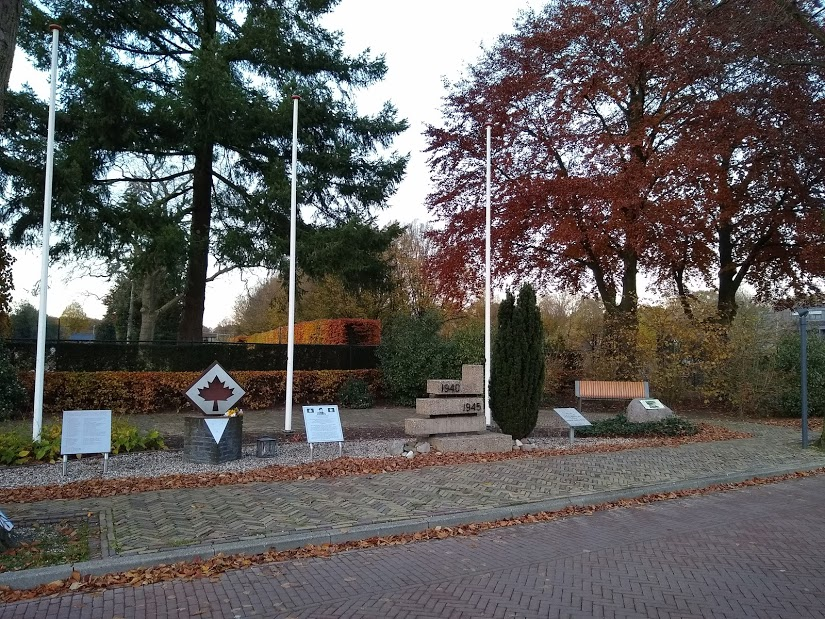
오테를로에 있는 오테를로 전투 기념비

1945년 4월 네덜란드가 해방되자 오테를로는 독일군, 영국군, 캐나다군 사이에서 벌어진 격렬하고 피비린내 나는 전투의 중심지가 되었다.